# Skovorodino
Skovorodino (em russo:  Сковородино́, transl. Skovorodinó) é uma cidade e o centro administrativo do distrito de Skovorodinsky, no Oblast de Amur, na Rússia, localizado no curso superior do rio Bolshoy Never, a 669km a noroeste de Blagoveshchensk, o centro administrativo do oblast. Skovorodino está localizado a 54km da fronteira sino-russa com Heilongjiang, na China. População: 9.564 (censo de 2010); 10.566 (censo de 2002); 13.824 (censo soviético de 1989).

## Geografia

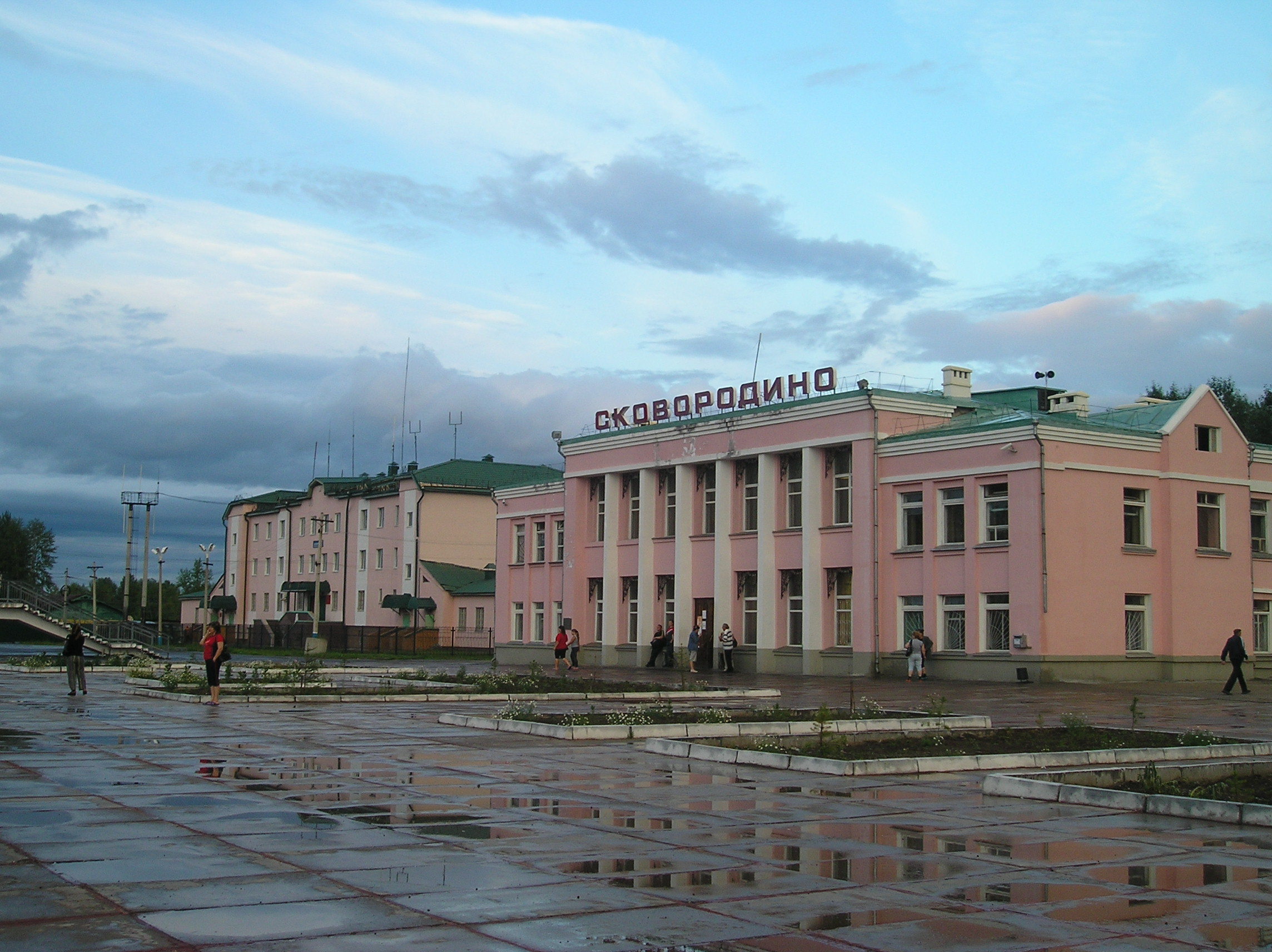
Estação ferroviária de Skovorodino.

A cidade significativa mais próxima é Tynda, a cerca de 140km ao norte na linha principal Baikal-Amur.

## História
Foi fundada em 1908 como o assentamento de Zmeiny (Змеи́ный) durante a construção da Ferrovia Transiberiana. Foi então renomeado como Never-1 (Невер-1) em homenagem ao rio próximo. Em 1911, foi novamente renomeado e tornou-se Rukhlovo (Рухлово). Foi elevado ao status de cidade em 1927.
Em 1938, foi renomeado Skovorodino em homenagem a A. N. Skovorodin (1890–1920), presidente de um soviete local, que foi morto aqui durante a Guerra Civil Russa. Existe um mito de que seu nome foi inspirado em uma fábrica de frigideiras encomendada por Stalin (em russo:  сковорода, transl. skovoroda), o que não é correto.

## Situação administrativa e municipal
No âmbito das divisões administrativas, Skovorodino serve como centro administrativo do distrito de Skovorodinsky. Como uma divisão administrativa, é, juntamente com o assentamento de Lesnoy, incorporado ao distrito de Skovorodinsky como assentamento urbano de Skovorodino. Como uma divisão municipal, esta unidade administrativa também tem status de assentamento urbano e faz parte do Distrito Municipal de Skovorodinsky.

## Economia
Um oleoduto está atualmente em construção de Tayshet, ao norte do Lago Baikal, até Skovorodino; o objetivo é transportar petróleo daqui por ferrovia até o porto de Nakhodka, no Pacífico, e também para a China. Este é o primeiro trecho planejado de um gasoduto que levará gás natural diretamente aos portos do Pacífico, administrado pela Transneft. Foi inaugurado em 27 de dezembro de 2009 pelo então primeiro-ministro Vladimir Putin.

## Clima
Skovorodino tem um clima subártico (classificação climática de Köppen Dwc). Os invernos são extremamente frios, com temperaturas médias de -33,4 a -18,9°C em janeiro, enquanto os verões são quentes, mas curtos, com temperaturas médias de 11,5 a 24,9°C em julho. A precipitação é moderada e muito maior no verão do que em outras épocas do ano. Os invernos são geralmente secos.
| Dados climáticos para {{{location}}} | Dados climáticos para {{{location}}} | Dados climáticos para {{{location}}} | Dados climáticos para {{{location}}} | Dados climáticos para {{{location}}} | Dados climáticos para {{{location}}} | Dados climáticos para {{{location}}} | Dados climáticos para {{{location}}} | Dados climáticos para {{{location}}} | Dados climáticos para {{{location}}} | Dados climáticos para {{{location}}} | Dados climáticos para {{{location}}} | Dados climáticos para {{{location}}} | Dados climáticos para {{{location}}} |
| Mês                                  | Jan                                  | Fev                                  | Mar                                  | Abr                                  | Mai                                  | Jun                                  | Jul                                  | Ago                                  | Set                                  | Out                                  | Nov                                  | Dez                                  | Ano                                  |
| ------------------------------------ | ------------------------------------ | ------------------------------------ | ------------------------------------ | ------------------------------------ | ------------------------------------ | ------------------------------------ | ------------------------------------ | ------------------------------------ | ------------------------------------ | ------------------------------------ | ------------------------------------ | ------------------------------------ | ------------------------------------ |
| [carece de fontes?]                  |                                      |                                      |                                      |                                      |                                      |                                      |                                      |                                      |                                      |                                      |                                      |                                      |                                      |